# Калимуллин, Барый Гибатович
Барый Гибатович Калимуллин (баш. Барый Ғибәт улы Ҡәлимуллин; 10 апреля 1907, Дуван-Мечетлино, Уфимская губерния — 21 июля 1989, Уфа) — советский архитектор, педагог, общественный деятель. Член-корреспондент Академии строительства и архитектуры СССР (1957), доктор искусствоведения (1976), профессор (1976). Заслуженный архитектор РСФСР (1976), Заслуженный деятель искусств Башкирской АССР (1947). Член Союза архитекторов (СА) СССР с 1935 года.

## Биография
Окончил Новосибирский инженерно-строительный институт им. В. В. Куйбышева (1935). В 1935-51 гг. возглавлял сектор планировки городов в тресте «Башпрогор», ныне институт «Башкиргражданпроект». В 1951—1963 старший научный сотрудник Института истории, языка и литературы БФ АН СССР. С 1966 заведующий кафедрой архитектуры в Казанском инженернор-строительном институте, в 1971-87 в Уфимском нефтяном институте, где по его инициативе на инженерно-строительном факультете в 1977 открылась специальность «Архитектура».

## Творчество
Основоположник научных исследований в области градостроительства в республике, башкирского народного зодчества, планировки сёл. Один из организаторов и первый председатель Союза Архитекторов РБ, который возглавлял около 30 лет.

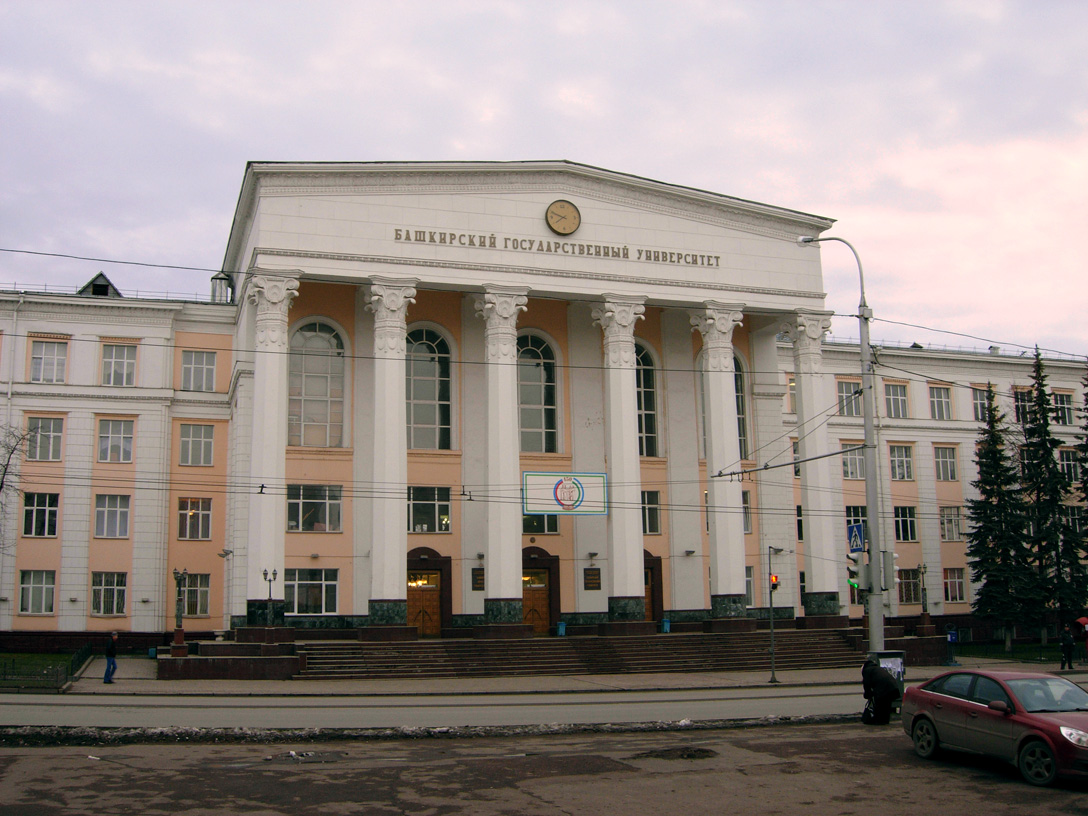
Проект Барыя Калимуллина — главное здание БашГУ

Автор (в соавторстве) проектов общественных зданий в Уфе: Наркомлегпром (1936—1937, ныне 3-й корпус Башкирского государственного педагогического института), главный корпус Башкирского государственного педагогического института им. К. А. Тимирязева (1950, ныне главный корпус Башкирского государственного университета), Дом Советов (1950, ныне главный корпус Уфимского авиационного технического университета); участвовал в разработке генеральных планов городов Ишимбая (1939), Баймака (1940), Стерлитамака (1942—1946) и Белорецка (1939). Автор 10 монографий.

## Награды
Награждён орденом Трудового Красного Знамени (1949).

## Сочинения
- Калимуллин Б. Г. Салават: Планировка и застройка города / ред. Н. А. Пекарева ; Академия строительства и архитектуры СССР. — М.: Госстройиздат, 1962. — 60 с.
- Планировка и застройка башкирских деревень. — Уфа, 1959.
- Башкирское народное зодчество. — Уфа, 1978.
- Деревянная резьба в народной архитектуре Башкирии. — Уфа, 1984.